# Night Music
「Night Music」（ナイト・ミュージック）は、日本のミュージシャン、SUGIURUMNの3枚目のシングルである。

## 解説
- 椎名純平をフィーチャーしている。
- カップリングにCUVA CUVAをフィーチャーした「For Spacious Lies」を収録したほか、KAGAMIによる「Night Music」のリミックスとradio editバージョンを収録。
- 本作はアルバム『Life Ground Music』に収録されているが「For Spacious Lies」は本作のみの収録である。

## 収録曲
1. Night Music feat. Junpei Shiina (Full Length 12" Version) [9:18]
2. For Spacious Lies feat. CUVA CUVA [5:01]
3. Night Music feat. Junpei Shiina (Kagami's rim and clap remix) [6:09]
4. Night Music feat. Junpei Shiina (Radio Edit) [3:19]